# キツネ・コン
キツネ・コン(Kitsune Kon)は、アメリカ合衆国ウィスコンシン州のアップルトン市において、3日間に渡って開催されるアニメ/ゲーム・コンヴェンションである。
キツネ・コンの第1回大会は、2011年2月25～27日にウィスコンシン州アップルトン市のラディソン・ペーパー・ヴァレー・ホテルにて開かれた。

## 開催歴
アップルトン市にあるフォックス・ヴァレー技術大学出身の6人の仲間達によってキツネ・コンは創設された。アニメへの溢れんぱかりの愛情が彼等に、地方在住のアニメ・ファン達が本当に欲している"地元でのアニメ・コン"をもたらすための手助けへの旅立ちを決意させた。
彼等のみで果した訳ではないが、この催事を実現させた6名の友人達とは、ミッチ・ムンスター、ミッシェル・リーケマン、レイチェル・カーク、マイク・ネッテコーフェン、ケイトリン・シュレーダー、そしてクリスタ・ヴァンダーハイデンである。ビジネス用インターネット技術から料理法まで拡充された知識を有する彼等にとっては、経験こそが必要としたすべてであった。
2011年に行われた最初のコンヴェンションからキツネ・コンの責任者達は、翌年の参加者数はだいたい1,500名までの増加を期待している。
| 開催日                 | 会場                                                                   | 参加者数 | ゲスト (姓・名 アルファベット順) |
| ---------------------- | ---------------------------------------------------------------------- | -------- | --- |
| 2011年2月25～27日      | ウィスコンシン州 アップルトン市 ラディソン・ペーパー・ヴァレー・ホテル | 1,018名  | クリス・ケイスン、ティファニー・グラント、ペイジ・コタリック、ジョン・マトスン、ヴィック・ミニョーニャ、アナンス・パナガリヤ、ユウコ・オオタ / ジョニー・ワンダー |
| 2012年3月30日～4月１日 | ウィスコンシン州 アップルトン市 ラディソン・ペーパー・ヴァレー・ホテル |          | カーティス・アーノット、コリーン・クリンケンビアード、スティーヴ・ヌニェス / ウォーキー・T・チョコボ                                                              |

## 参照
1. ↑  “Kitsune Kon 2011 Information”.   AnimeCons.com. 2011年11月9日閲覧。
2. ↑  “Kitsune Kon 2012 Information”.   AnimeCons.com. 2011年11月9日閲覧。